# Samnorsk
Samnorsk is een bedachte, niet-bestaande variant van het Noors, samengesteld uit de twee officiële Noorse schrijftalen: Bokmål en Nynorsk. Het doel van het Samnorsk was het verschil tussen Bokmål en Nynorsk op te heffen, omdat het praktischer is als één land één schrijftaal heeft. Deze gedachte heerste in de Noorse taalpolitiek van de jaren 1917-1965.
Vanwege de grote weerstand tegen het Samnorsk is er in 1964 een comité opgericht. In 1966 kwam dit comité tot de conclusie dat het Samnorsk nooit iets zou worden. Men is officieel afgestapt van het idee dat Noorwegen ooit één gezamenlijke schrijftaal zal invoeren.